# Ryōji Ikeda

Ryōji Ikeda auf der transmediale 2010

Ryōji Ikeda (jap. 池田亮司, Ikeda Ryōji; * 1966 in der Präfektur Gifu, Japan) ist ein japanischer Klang- und Videokünstler. Er gilt als einer der innovativsten Musiker der zeitgenössischen elektronischen Tanzmusik.

## Leben
Ikeda begann 1990 als DJ zu arbeiten und war später u. a. Mitglied bei dem Multimediaprojekt Dumb Type (ab 1994). Zusammen mit Carsten Nicolai, auf dessen Label Raster-Noton er einige Alben veröffentlicht hat, bildet er das Projekt Cyclo. Weiterhin gab es Kollaborationen mit Ryūichi Sakamoto. Daneben stehen vielfältige Zusammenarbeiten mit Kulturinstituten wie dem Centre Georges Pompidou oder dem Millennium Dome. Er lebt und arbeitet in Paris. Die CD matrix gewann 2001 den Prix Ars Electronica in der Sparte „Digital Musics“.
Ikeda erforscht und präsentiert Einzelheiten der mathematischen und physikalischen Qualitäten von Klang im Bereich der elektronischen Musik, dabei widmet er sich insbesondere fest definierten Frequenzen auch im Grenzbereich des Hörbaren und ihrer Rezeption als Musik durch das menschliche Gehör. Veröffentlicht wurden Konzerte, Live-Performances, Soundskulpturen und CDs. Seine Vorgehensweise ist zumeist an rhythmischen Loops orientiert, bei denen die klassischen Perkussionsinstrumente (Hi-Hat, Bass Drum, Snare Drum) durch repetitive Folgen kurzer Töne und Geräusche substituiert werden. Er veröffentlicht aber auch Stücke, die ausschließlich aus Klangflächen ohne ausgeprägte Rhythmik bestehen. Seine Sounds werden offenbar hauptsächlich aus digitalen Quellen generiert.

## Diskografie (Auswahl)
- 1995: 1000 Fragments (CCI Recordings)
- 1997: +/- (Touch)
- 1998: Time and Space (Staalplaat)
- 1998: 0°C (Touch)
- 2001: matrix (Touch)
- 2003: op. (Touch)
- 2005: Dataplex (Raster-Noton, CCI Recordings)
- 2008: Test Pattern (Raster-Noton, CCI Recordings)
- 2010: Dataphonics (Dis Voir)
- 2013: Supercodex (Raster-Noton, CCI Recordings)

## Visuelle Arbeiten
Ikeda nutzt im Kunstmuseum Wolfsburg, wo er vom 7. Dezember 2019 bis zum 29. März 2020 unter dem Titel „data-verse“ zu sehen war, für seine dortige Großprojektion zwei Wände der Ausstellungshalle mit den Maßen etwa 10 × 18 m. Projiziert wurden wechselnde Bildsequenzen des Körpers, des Gehirns, auch Schaltkreise, Stadtpläne, Klimazonen, Bahnen des Flugverkehrs, Eruptionen der Sonne, Galaxien und weiteres.
Musikalisch wurden die Projektionen minimalistisch mit kaum hörbaren Sinustönen bis hin zu dumpfen Bassklängen untermalt.

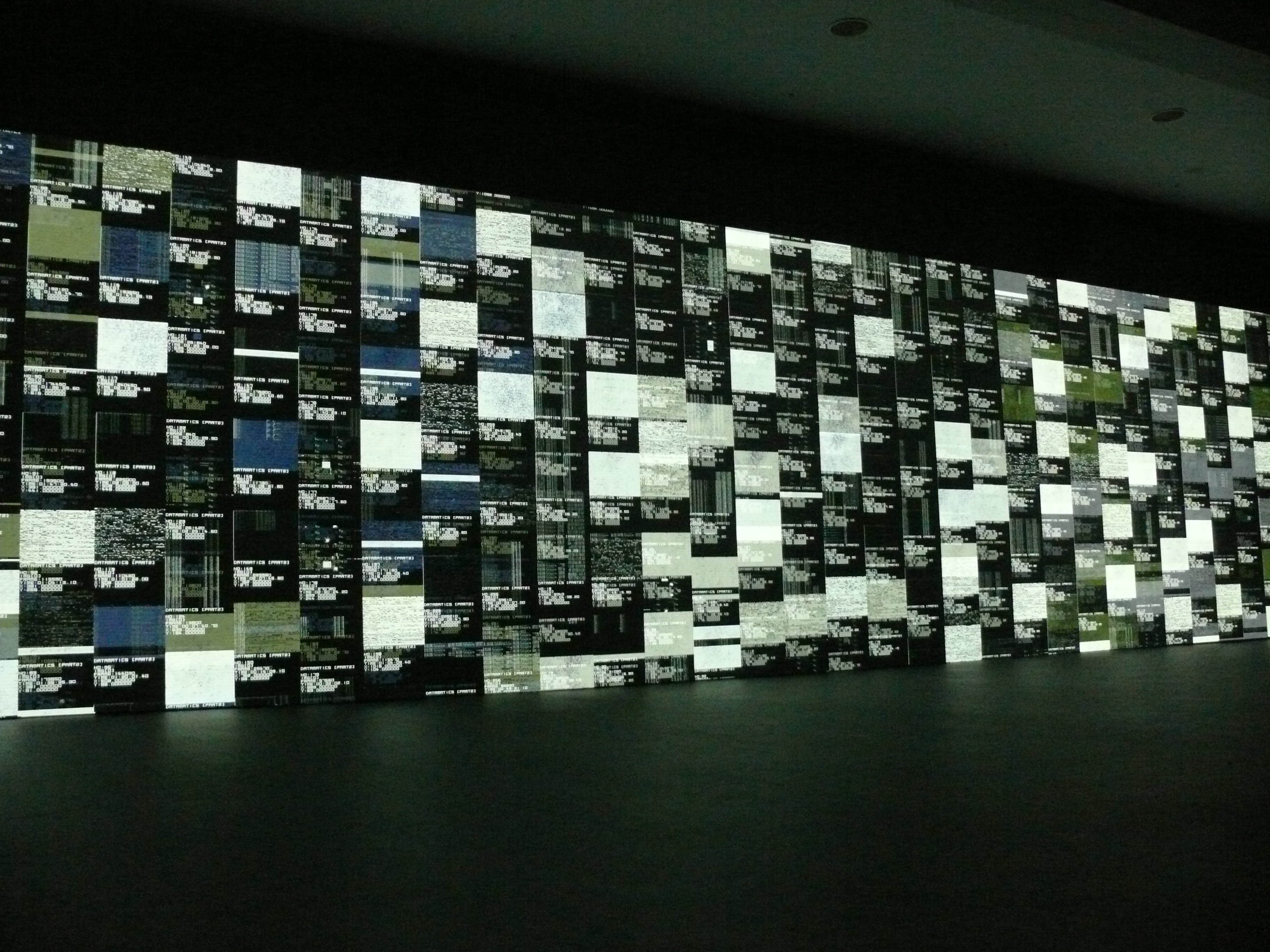
Data.Tron, transmediale 10.
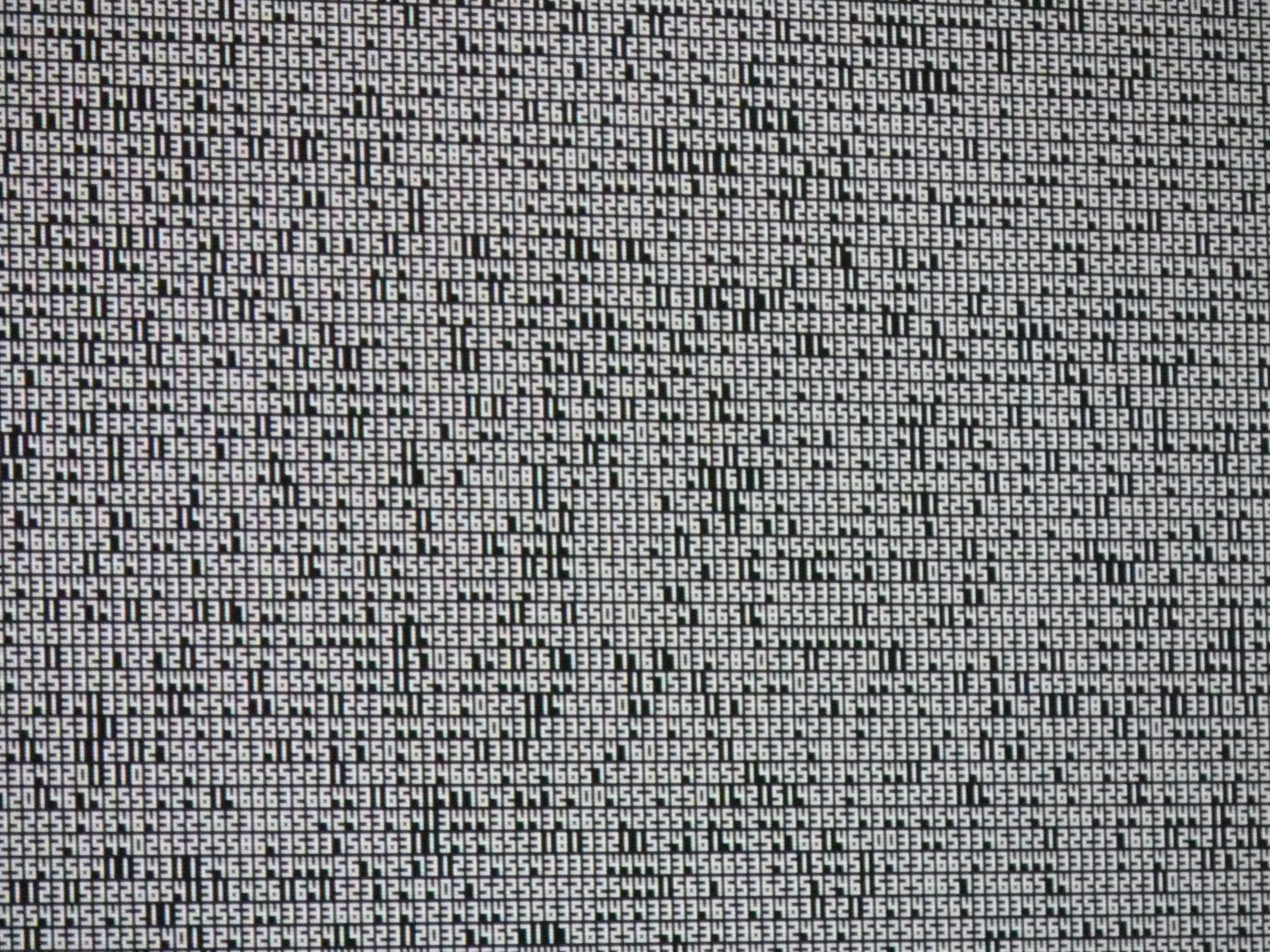
Data.Tron (Detail), transmediale 10.
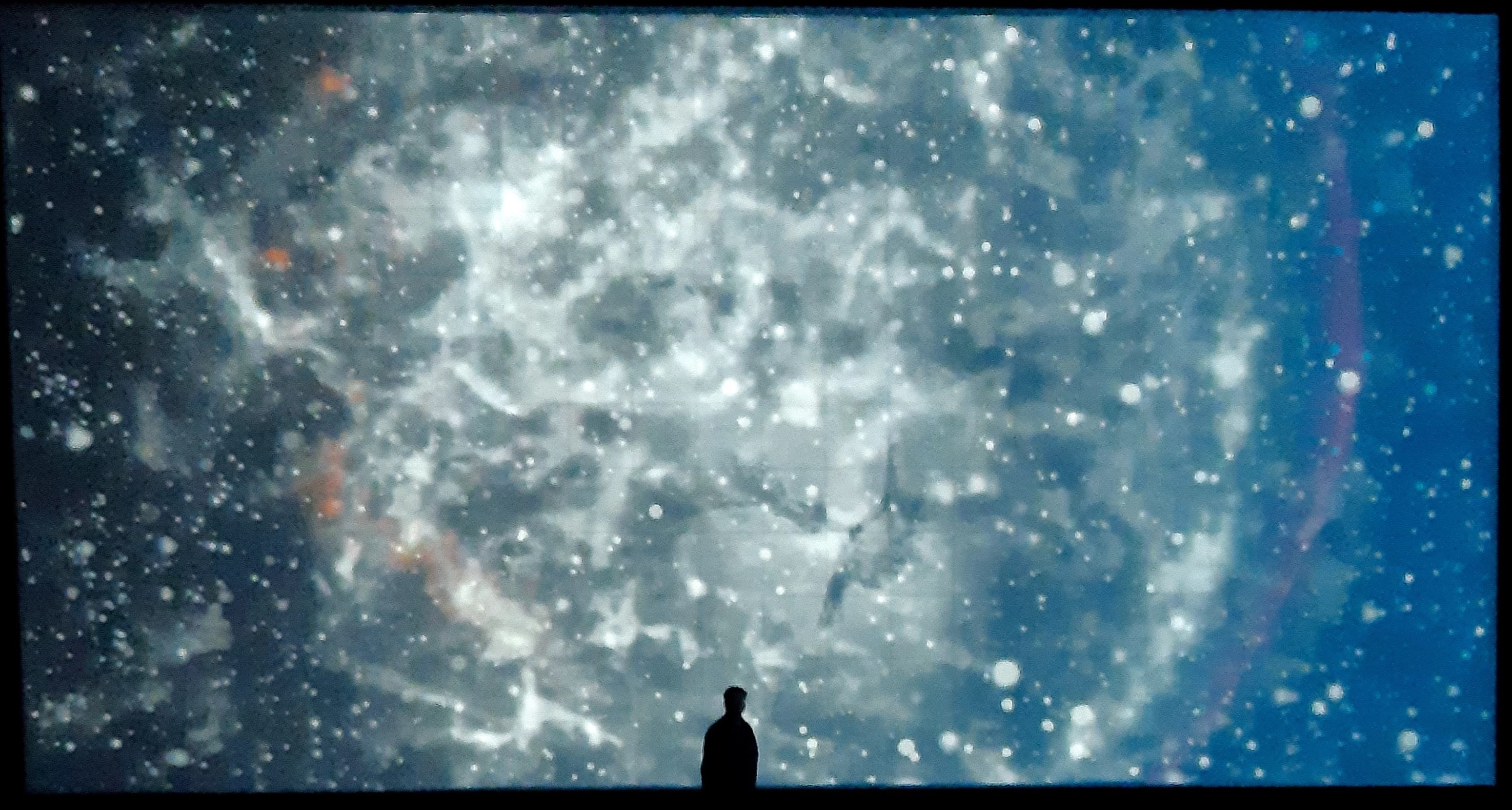
Data-verse (Großprojektion).

## Ausstellungen (Auswahl)
- 2014: Ryoji Ikeda. C4I.[4], Musée d’Art contemporain de Montréal.
- 2015: micro | macro, Globale, ZKM Karlsruhe[5]
- 2017: Solo Exhibition, π, e, ø, Almine Rech Gallery, Paris[6]

Quelle: